# Маяк Конимикут
Маяк Конимикут (англ. Conimicut Light) — маяк, расположенный в заливе Наррагансетт около мыса Конимикут-Пойнт, округ Кент, штат Род-Айленд, США. Построен в 1883 году. Автоматизирован в 1963 году.

## Местоположение
Маяк расположен в заливе Наррагансетт на мели около мыса Конимикут-Пойнт, недалеко от устья реки Провиденс. Он предупреждает об опасности, поскольку мель с ним практически не видна из-под воды даже во время штиля. Подобные одиноко стоящие среди толщи воды маяки называют «маяки-свечки» (англ. sparkplug lighthouse), поскольку по форме они напоминают автомобильную свечу зажигания.

## История
Города Провиденс и Ньюпорт, одни из первых английских поселений в Северной Америке, были крупными центрами промышленности и торговли в XVIII—XIX веках. Для обеспечения навигации до них через залив Наррагансетт, в котором находится множество больших и малых островов, было построено несколько маяков. 2 марта 1867 года Конгресс США выделил 15 000 $ на строительство маяка на мели близ мыса Конимикут-Пойнт. Он был построен в 1868 году и представлял собой гранитную башню с линзой Френеля на вершине. Также на маяке был установлен противотуманный колокол. 3 марта 1873 года Конгресс США выделил 15 000 $ на строительство дома смотрителя. Однако уже в 1875 году дом смотрителя был разрушен льдиной. Состояние маяка также с каждым годом ухудшалось, и в 1883 году он был признан непригодным к ремонту и снесён, и вместо него в том же году был построен новый. Он представлял собой цилиндрическую чугунную башню высотой 17 метров на бетонном основании. Вокруг маяка была насыпана отсыпь. В 1963 году Береговая охрана США автоматизировала маяк..
В 1988 году он был включен в Национальный реестр исторических мест.

## Фотографии

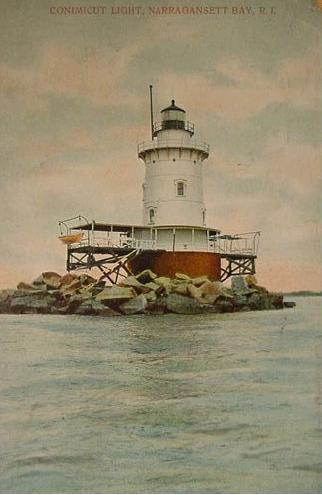
открытка 1907 года